# Carnavál en el trópico
Carnavál en el trópico (Fiesta en Veracruz) (deutsch: Karneval in den Tropen: Party in Veracruz) ist ein mexikanischer Film aus dem Jahr 1941. Regie für diese Filmkomödie führte Carlos Villatoro, der auch das Drehbuch verfasst hatte. Aufgrund von Urheberrechtsstreitigkeiten wurde der Film erstmals 1946 ausgeführt.
Plácido (Agustín Isunza) besucht zusammen mit seiner Frau Mercedes (Eufrosina García) und dem Geldverleiher Homobono (Manuel Medel) den Karneval in Xalapa und Veracrut. Dort erleben sie einige Abenteuer, in deren Verlauf sie ihr ganzes Geld ausgeben. Deshalb müssen sie am Ende des Films nach Hause laufen.
Produziert wurde Carnavál en el trópico von VETP de Veracruz. Der Film enthielt Aufnahmen, die Cantinflas beim Stierkampf und während eines Bühnenauftrittes beim Karneval in Xalapa zeigten. Zudem nutzte Villatoro Material aus dem Kurzfilm Cantinflas boxeador. Die Übernahme dieser Sequenzen erfolgte ohne vorherige Erlaubnis durch Cantinflas, der die Veröffentlichung des Films deshalb bis 1946 hinauszögern konnte. Der Film wurde unter dem Titel Fiesta en el trópico wiederveröffentlicht. Für eine weitere Neuveröffentlichung als Carnavál en Veracruz wurde von Francisco Chíu ein neuer Soundtrack verfasst.